# Ronald Zinn
Ronald Loyd „Ron“ Zinn (* 10. Mai 1939 in Peoria, Illinois; † 7. Juli 1965 in Saigon) war ein US-amerikanischer Geher.
Im 20-km-Gehen kam Ronald Zinn bei den Olympischen Spielen 1960 in Rom auf den 19. Platz. 1963 gewann er Bronze bei den Panamerikanischen Spielen in São Paulo, und 1964 wurde er bei den Olympischen Spielen in Tokio Sechster mit seiner persönlichen Bestzeit von 1:32:43 h.